# Saint-Appolinard, Loire
Saint-Appolinard là một xã trong tỉnh Loire miền trung nước Pháp.